# Gare de Nogent - Vincennes
Pour les articles homonymes, voir Gare de Nogent.
Ne doit pas être confondu avec Gare de Nogent-sur-Marne ou Gare de Vincennes.
La gare de Nogent - Vincennes  est une ancienne gare ferroviaire française de la ligne de Paris-Bastille à Marles-en-Brie (dite aussi ligne de Vincennes), située sur le territoire de la commune de Nogent-sur-Marne, à proximité de Vincennes, dans le département du Val-de-Marne, en région Île-de-France.
Mise en service en 1859 par la Compagnie des chemins de fer de l'Est, elle a été fermée au trafic voyageurs par la Société nationale des chemins de fer français (SNCF) en 1969 et transférée à la Régie autonome des transports parisiens (RATP).

## Situation ferroviaire
La gare de Nogent - Vincennes est située au point kilométrique (PK) 8,600, entre la gare de Fontenay-sous-Bois et celle de Nogent-sur-Marne. Le bâtiment voyageurs se trouve à moins de 250 m de celui de la gare de Nogent-sur-Marne.

## Histoire
Quand la ligne de Vincennes est transférée à la RATP pour être intégrée à la ligne A du RER d'Île-de-France, la régie décide d'ouvrir une nouvelle gare plus au sud, de l'autre côté de l'avenue Georges-Clemenceau (actuelle gare de Nogent-sur-Marne). La gare est fermée au trafic de voyageurs le 14 décembre 1969 et la RATP l'utilise comme local pour son département « Maintenance des équipements et des espaces » (M2E).

## Projet
La gare serait rachetée et détruite partiellement par la ville pour en faire un bâtiment administratif.

## Protection
Le bâtiment n'est pas inscrit aux monuments historiques bien qu'intégré à la base Mérimée en 1985-86.

## Architecture
Le bâtiment est une adaptation d'un des plans types standards de la Compagnie de l'Est avec un corps central de trois travées sous toiture transversale à bâtière. Toutefois, elle a pour particularité d'être située en surplomb des voies des escaliers d'accès ainsi que plusieurs structures métalliques désormais disparues (passerelle, verrières de chaque côté en surplomb, auvents de quais).
Elle présente de nombreuses similitudes avec les autres gares de la ligne (de Fontenay-sous-Bois à La Varenne). Ces gares, qui ont toutes été démolies, avaient une façade davantage ornée que la plupart des gares standard de la compagnie et de nombreuses boiseries.
En élévation, la gare est ordonnancée avec un soubassement en pierre et un gros œuvre en brique bicolores (désormais masqué par de l'enduit). Le parement comporte un bardage camouflant les chéneaux, démonté et remplacé par des gouttières de zinc. Un balcon en bois est placé sur les deux-tiers de la largeur du bâtiment. La toiture est à longs pans et le pignon est couvert par deux demi-croupes.

Le bâtiment voyageurs en 2015
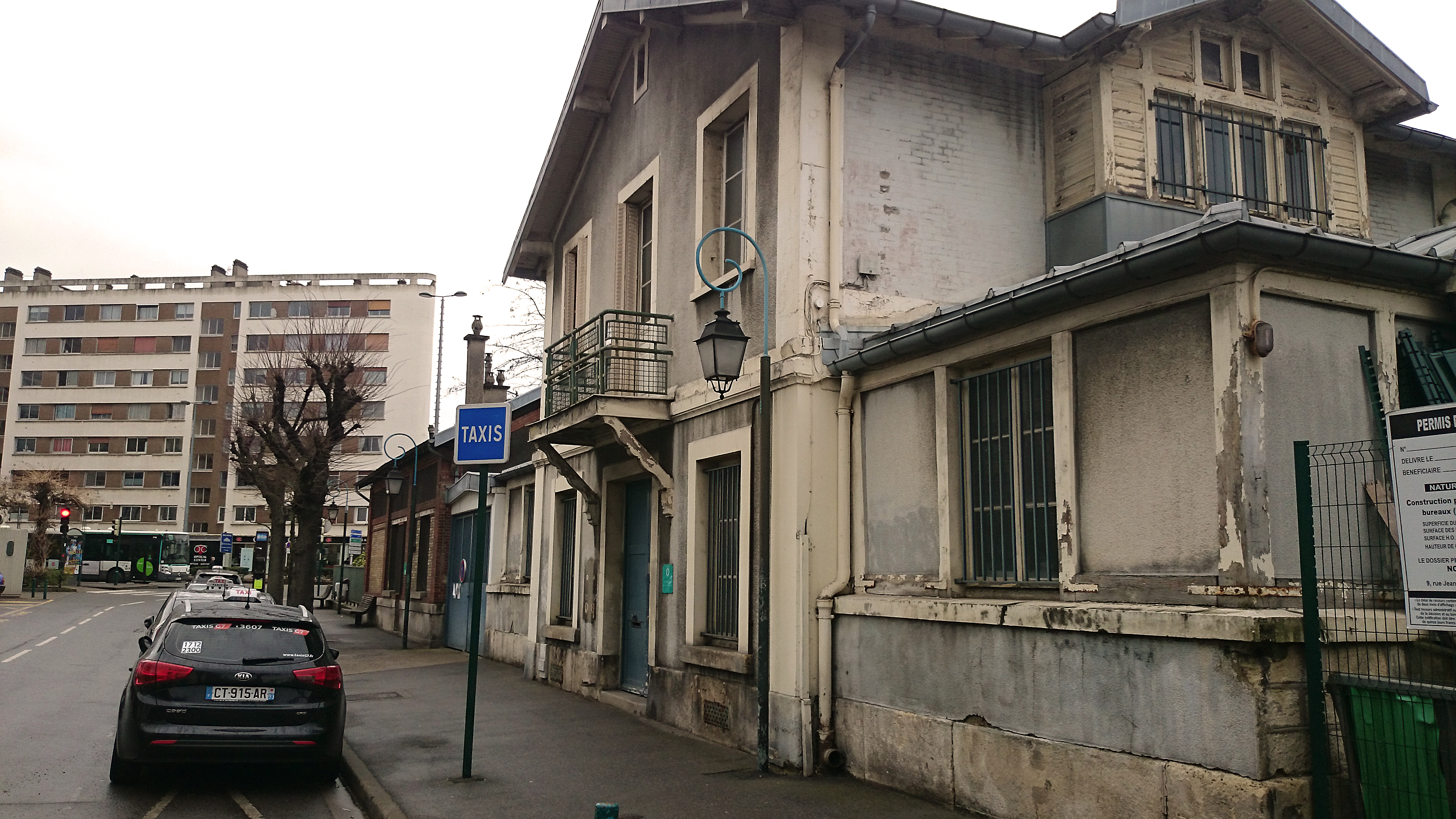
Depuis la place Pierre-Semard.
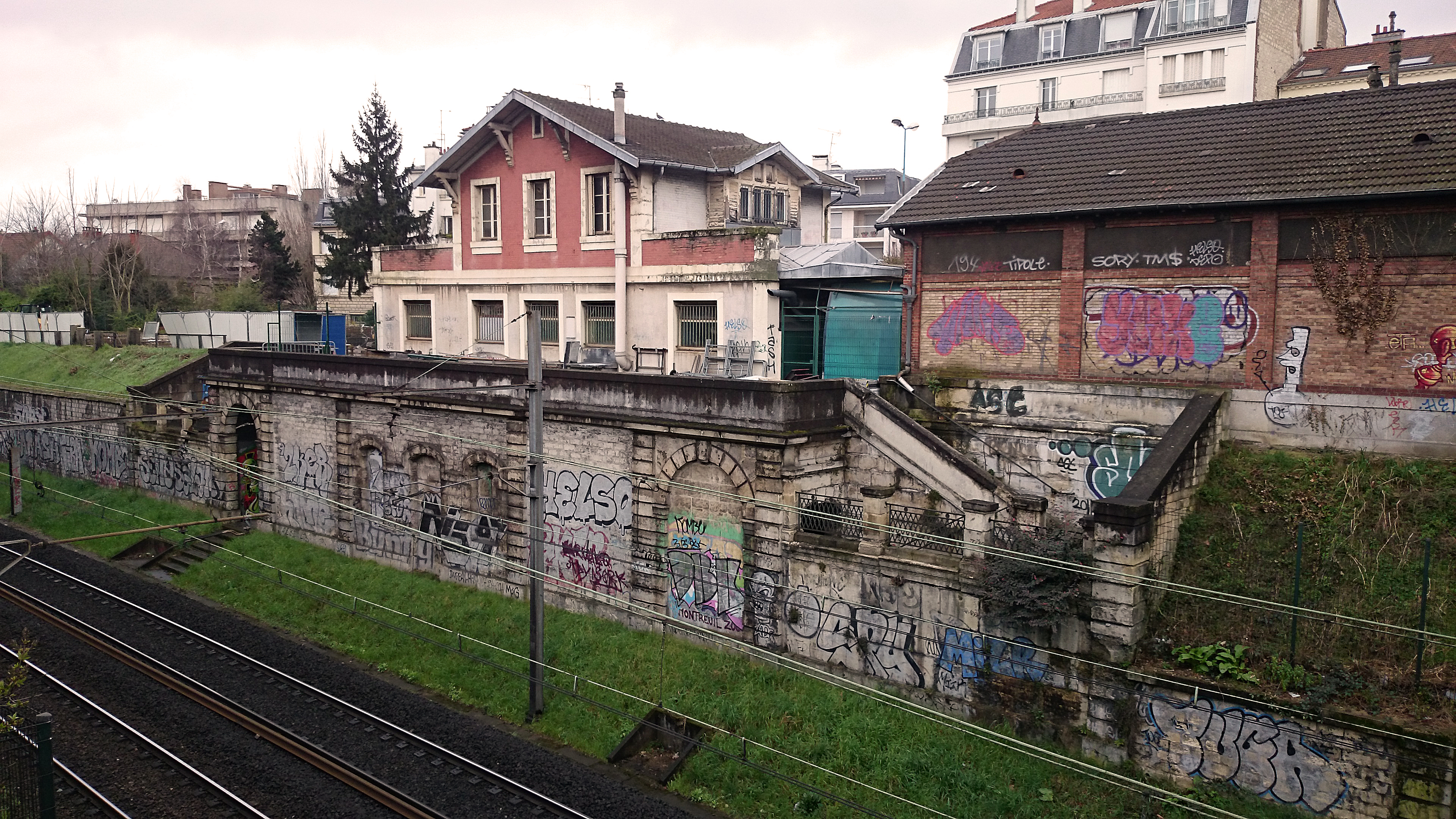
L'emplacement des quais.